# El Arenal (Mallorca)
El Arenal (Palma de Mallorca) is een badplaats in de Spaanse provincie Balearen, gelegen op het zuidwesten van het eiland Mallorca. De plaats wordt met name door jongeren bezocht. El Arenal ligt op ruim 8,5 kilometer vanaf de Luchthaven Palma de Mallorca. 
El Arenal is opgedeeld in twee delen: het noordelijke deel behoort tot de stad Palma en het zuidelijke, oudere deel behoort tot de gemeente Llucmajor. Deze scheiding wordt gemarkeerd door de "Torrent des Jueus", een seizoensgebonden stromende beek die uitmondt in de Middellandse Zee. Begin 2011 woonden er in totaal 16.709 mensen in El Arenal. Hiervan behoorden 10.041 tot de gemeente Llucmajor en 6.668 tot de stad Palma. Dit komt overeen met 27,2% van de inwoners van Llucmajor en 1,6% van de inwoners van Palma die in El Arenal woonden.

## Geschiedenis
El Arenal was oorspronkelijk een kleine beschutte haven en ankerplaats voor vissers in de buurt van een steengroeve, waaruit de haven van Son Verí zich ontwikkelde, gelegen ten zuidwesten van de nederzetting. Enkele vissers en steengroevearbeiders vestigden zich daar. In het jaar 1887 werd de plaats voor het eerst schriftelijk vermeld en telde 21 inwoners. In 1910 werden 37 bewoners geteld.
Door de bouw van de spoorlijn van Llucmajor naar Palma vanaf 1914 groeide de bevolking. In de omgeving van de locatie ontstond een woonkolonie van spoorweg- en steengroevearbeiders uit de omliggende spoorwegsteenfabrieken en de zandsteenbedrijven van Llucmajor. Begin jaren 1930 waren er 379 inwoners geregistreerd. In die tijd stond de nederzetting bekend als "Es Republicans", omdat de bewoners voornamelijk arbeiders en aanhangers van de republikeinen waren. Hun leider en plaatselijke voorzitter was de vrijmetselaar en communist Mateo Martí (1890–1936), die zichzelf Ateo Martí ("de atheïst Martí") noemde en gold als een voorvechter van de antiklerikale en seculiere linkerzijde tegen de katholieke kerk. Hij werd begin augustus 1936 een van de eerste slachtoffers van de Spaanse Burgeroorlog op het eiland.
De naam El Arenal kwam pas weer in de jaren 1950 in gebruik, toen de eerste toeristische gebouwen aan het strand verschenen. In 1960 werden 1162 inwoners geregistreerd, die nu ook gedeeltelijk op het grondgebied van de stad Palma de Mallorca woonden, waar de plaats zich naar uitbreidde.
De stijgende toeristenindustrie blijkt ook uit de bevolkingsgroei. In 1981 woonden er al 9.106 inwoners in de plaats (waarvan 5.118 in het gebied van Llucmajor); in 1991 waren dat er 10.649 (waarvan 6.264 in Llucmajor). Een groot deel van deze bevolking was jong (37% jonger dan 20 jaar) en werkzaam in de dienstensector, waarvan 45% als nieuwe immigranten van het Spaanse vasteland kwam. Ze woonden in de nieuwbouwwijken van Son Verí Nou en in een woonwijk rond de jachthaven, de huidige Yacht Club.

## Toerisme
De plaats heeft zich ontwikkeld tot een belangrijk knooppunt voor toeristische activiteiten, mede dankzij de aanwezigheid van meerdere "Balnearios", wat neerkomt op badfaciliteiten langs het strand. Deze Balnearios bestaan uit verspreide bars en restaurants op het strand, waardoor bezoekers kunnen genieten van een verfrissende onderbreking tussen zonnebaden en zwemmen. De herinrichting van de kustlijn met een promenade en palmbomen heeft bijgedragen aan een aangename sfeer voor zowel toeristen als de lokale bevolking.
De economie van El Arenal draait grotendeels om het toerisme. De jaren '60 zagen een golf van hotelconstructies, met ongeveer 70 hotels die in deze periode werden gebouwd. Deze accommodaties, samen met de circa 65 nabijgelegen hotels aan de Platja de Palma, vormen de basis voor het massatoerisme waar El Arenal om bekend staat. Vooral Nederlandse en Duitse vakantiegangers hebben dit gebied ontdekt als een ideale bestemming voor zon, zee en strand.